# Monarch
 Ikke at forveksle med Monarch Airlines.
Monarch A/S er en dansk kæde af motorvejsrestauranter, der driver 17 restauranter langs Danmarks motorveje. Desuden drives restauranter og catering i Aalborg Lufthavn og Aarhus Lufthavn. Sidstnævntes tax free-shop drives også af Monarch. Virksomheden har hovedsæde ved Københavns Lufthavn i Kastrup og beskæftiger i alt ca. 300 ansatte.
Monarch blev etableret i 1991 af Carestel. I 2004 overtog Dansk Erhvervsudvikling 60 procent af aktierne i selskabet, mens 40 procent blev solgt til selskabets danske ledelse, Jan Laursen, Margit Mønsted og Steffen Larsen. I 2007 opkøbtes Monarch af Select Service Partner (SSP), en forhenværende division i SAS Group.